# Liste der Bodendenkmäler in Eisenberg (Allgäu)
Auf dieser Seite sind die Bodendenkmäler in der schwäbischen Gemeinde Eisenberg zusammengestellt. Diese Tabelle ist eine Teilliste der Liste der Bodendenkmäler in Bayern. Grundlage ist die Bayerische Denkmalliste, die auf Basis des Bayerischen Denkmalschutzgesetzes vom 1. Oktober 1973 erstmals erstellt wurde und seither durch das Bayerische Landesamt für Denkmalpflege geführt wird. Die folgenden Angaben ersetzen nicht die rechtsverbindliche Auskunft der Denkmalschutzbehörde.

## Bodendenkmäler in Eisenberg
| Lage                    | Objekt | Akten-Nr.     | Bild           |
| ----------------------- | --- | ------------- | -------------- |
| (Standort)              | Burg Eisenberg. Mittelalterliche Burg                                                                        | D-7-8329-0010 | weitere Bilder |
| (Standort)              | Burg Hohenfreyberg. Mittelalterliche Burg                                                                    | D-7-8329-0011 | weitere Bilder |
| (Standort)              | Siedlung vor- und frühgeschichtlicher Zeitstellung                                                           | D-7-8329-0026 |                |
| Kirchplatz 1 (Standort) | Frühneuzeitliche Befunde im Bereich der katholischen Kapelle und der Wallfahrtskirche Maria Hilf in Speiden. | D-7-8329-0116 | weitere Bilder |
| (Standort)              | Burgstall Gschrift. Mittelalterlicher Burgstall                                                              | D-7-8429-0013 | weitere Bilder |